# Frank Verstijlen
Franciscus Marinus Jacobus (Frank) Verstijlen (Sprundel, 30 september 1967) is een Nederlandse hoogleraar privaatrecht aan de Rijksuniversiteit Groningen.
Verstijlen studeerde rechten aan de Katholieke Universiteit Brabant (K.U.B.) in Tilburg, waar hij van 1992 tot 1996 assistent in opleiding (aio) was. In 1997 werd hij er universitair docent en hoofddocent privaatrecht en ook advocaat bij NautaDutilh. Hij promoveerde in 1998 aan de K.U.B. op het proefschrift De faillissementscurator. Een rechtsvergelijkend onderzoek naar de taak, bevoegdheden en de persoonlijke aansprakelijkheid van de faillissementscurator; promotor was Reinout Vriesendorp.
Op 1 september 2001 werd hij benoemd tot hoogleraar privaatrecht aan de Rijksuniversiteit Groningen, tegelijk met Mark Wissink. 
Frank Verstijlen is gespecialiseerd in goederenrecht en faillissementsrecht. 